# Vietas kraftstation
Vietas kraftstation är ett vattenkraftverk i Luleälven vid Stora Sjöfallet i Gällivare kommun. Kraftverket byggdes 1964-1971 och ägs till 100 % av Vattenfall Vattenkraft AB. Kraftverket är en underjordisk station som får sitt vatten via två tunnlar. Den ena kommer från Suorvamagasinet (Suorvadammen) i nordväst och den andra från Saitisjauremagasinet nordost om Vietas. Vattnet från kraftverket kommer ut i sjön Langas.